# Bharath Subramaniyam
Bharath Harishankkar Subramaniyam (Chennai, 17 ottobre 2007) è uno scacchista indiano, grande maestro.

## Biografia
Ha imparato a giocare a scacchi a cinque anni da suo padre Harishankkar. Dal 2014 ha frequentato la scuola di scacchi "Chess Gurukul" di Chennai, dove ha avuto come istruttore il GM Ramachandran Ramesh. 
Nel giugno 2019, all'età di 11 anni e 8 mesi, ha ottenuto la terza norma di Maestro Internazionale. Il titolo è stato ratificato dalla FIDE in settembre dello stesso anno.
Ha ottenuto la prima norma di Grande Maestro nel febbraio 2020, in virtù dell'undicesimo posto ottenuto nell'Open Aeroflot di Mosca, la seconda con il 4º posto nel Junior Roundtable Under 21 nell'ottobre 2021 e la terza in dicembre 2021 con la vittoria nella Vergani Cup a Cattolica. Il titolo è stato ratificato dalla FIDE nel febbraio 2022.
Altri risultati di torneo:
- 2015 – in agosto vince a Suwon in Corea il campionato asiatico giovanile under-8.[5];
 in novembre vince a Porto Carras con 9,5 /11 il Campionato del mondo under-8[6];
- 2017 – in agosto è quarto nel campionato del mondo under-10 di Poços de Caldas;[7]
- 2019 – in gennaio è quarto nella sezione blitz (3'+3") del festival di Roquetas de Mar;
- 2020 – in febbraio è 11° nell'Open Aeroflot-A con 5,5 /9 (+4 –2 =3), davanti a 54 grandi maestri, ottenendo la prima norma di Grande Maestro.[8]
- 2021 - in dicembre con 7,5/9 vince a Cattolica l'Open A Vergani Cup December 2021.[9]

Nella lista FIDE di febbraio 2022 ha 2508 punti Elo, al 40º posto al mondo nella Top 100 Juniores.